# モハーの断崖

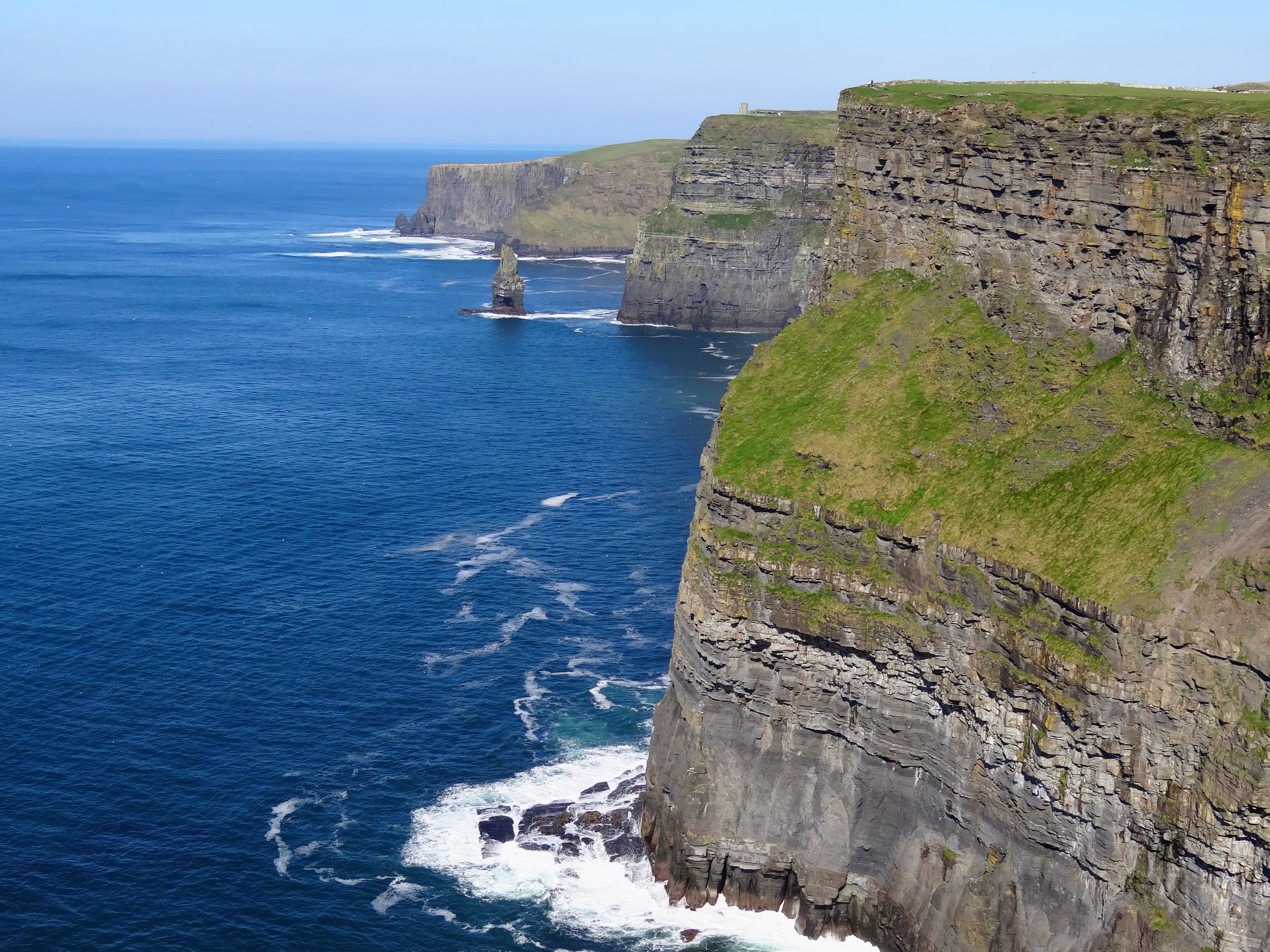
モハーの断崖

モハーの断崖（愛: Aillte an Mhothair、英: The Cliffs of Moher、「破滅の崖」の意）はアイルランドのクレア県ドゥーリンに近いバレン南西端のリスカナーに位置する。
大西洋から聳え立つ崖の高さはハグ岬で120m、8km離れた最高地点オブライアン塔の真北で214mに達する。アイルランド中でも壮観な眺望を誇り、晴れた日にはゴールウェイ湾に浮かぶアラン諸島やコネマラの谷や丘が見られる。
オブライアン塔は崖のおおよそ中間地点に聳える円形の石造の塔である。アイルランド上王ブライアン・ボルの子孫サー・コーネリアス・オブライアンによって1835年に、当時すでに幾百人に及んでいた見物客を監視するために建てられた。塔の頂上からはアラン諸島とゴールウェイ湾、北はモームターク山地、トゥエルヴ・ベンズの山々、コネマラから南はループヘッドまでが眺望できる。
ハグ岬に建つ四角い石の廃墟モハー塔はヨーロッパのナポレオン支配の時代の見張り塔の残骸と言われる。

## 地理と自然

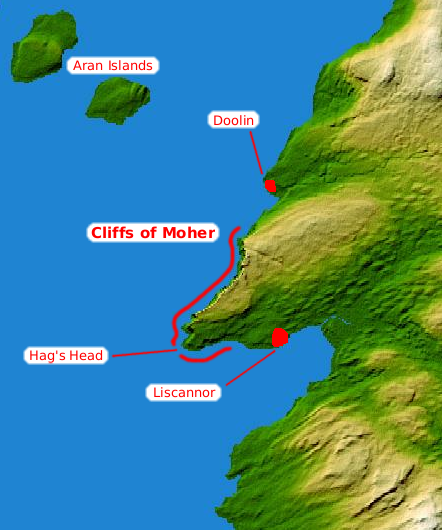
モハーの断崖の位置

崖の地層は主にナムリアン期の頁岩と砂岩であり、最古の岩石は崖下で見られる。3億年前の川筋が崖下を切って走る。近辺のバレンと共にユネスコ世界ジオパークに指定される
多くの動物が崖に生息しており、その中で鳥が多く、3万羽29種に及ぶ。特に興味深いのが隔絶された崖とゴート島（Goat Island）に集住するニシツノメドリである。またタカ、カモメ、ウミスズメ、ウ、ワタリガラス、ベニハシガラスも生息する。

## 観光
モハーの断崖はアイルランドの中でもとりわけ印象的な観光地として多くの観光客を集めており、2006年には100万人近くが訪れた。1970年のデヴィッド・リーンの映画『ライアンの娘』では冒頭で登場するほか、1987年の映画『プリンセス・ブライド・ストーリー』で「Cliffs of Insanity（狂気の断崖）」として登場した。
この地域はクレア県議会とシャノン遺産局によって開発されており、崖の壮大な自然印象を楽しめるよう、目に付くような人造の施設や看板などがなるべく景観を損ねないように配慮されている。
このような配慮と同時に、モハーの断崖観光体験（Cliffs of Moher Visitor Experience）プログラムが崖に続く斜面の地中に、周りの風景と溶け込むように建設されている。体験センターも環境に配慮し、地熱冷暖房、太陽光発電および下水リサイクルという再生可能エネルギーを使用している。17年の歳月と3200万ユーロをかけて2007年2月に正式にオープンしたこの施設では、双方向的な情報設備を利用して、崖の起源を地域単位および地球単位の地質学的観点から理解したり、この地域の鳥と魚の生態などを知ることができるほか、IMAXタイプのマルチメディアショーによって、崖からの鳥瞰や、水中にある崖下の洞窟内の様子をみることができる。

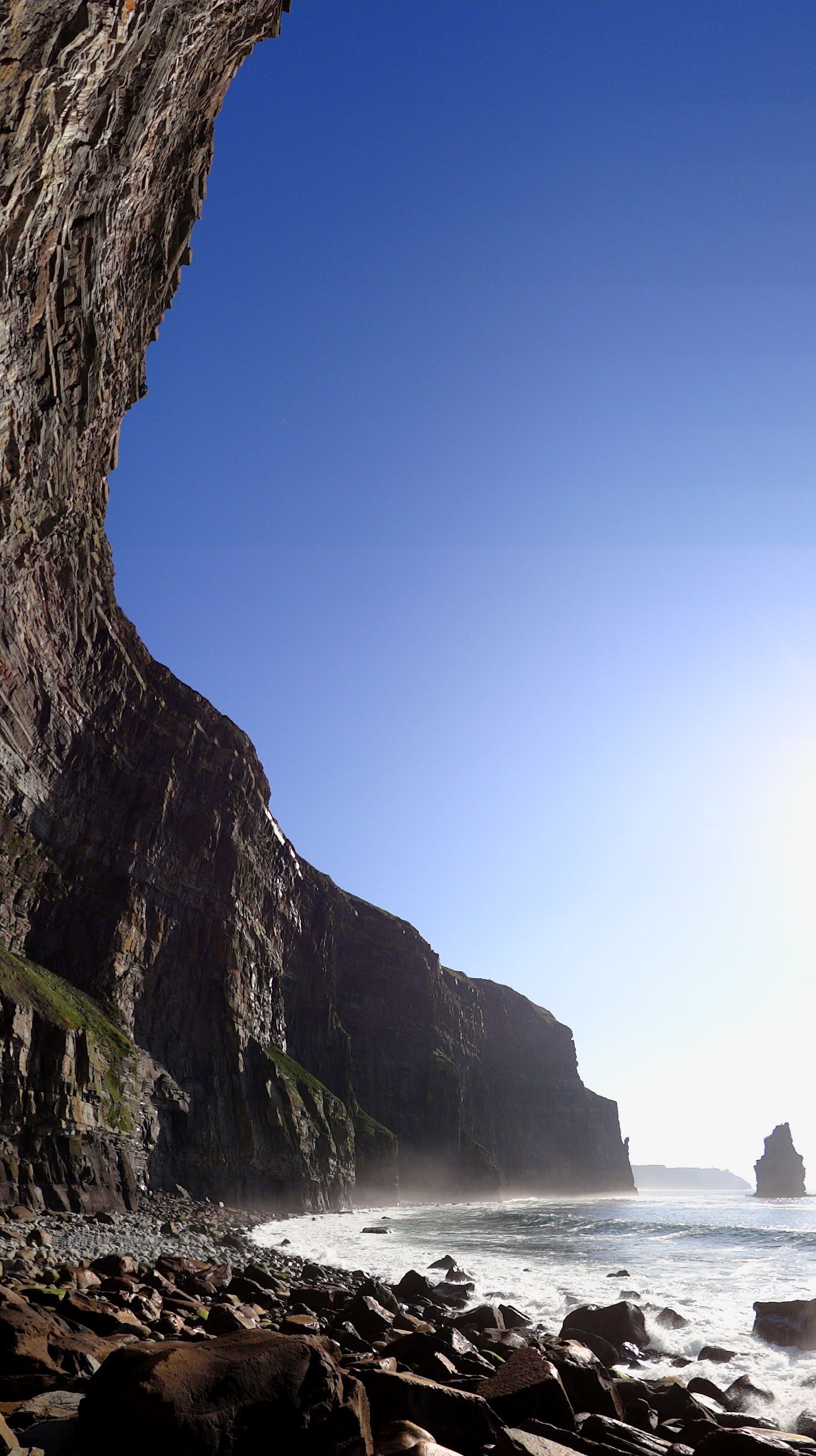
海岸から見上げた断崖
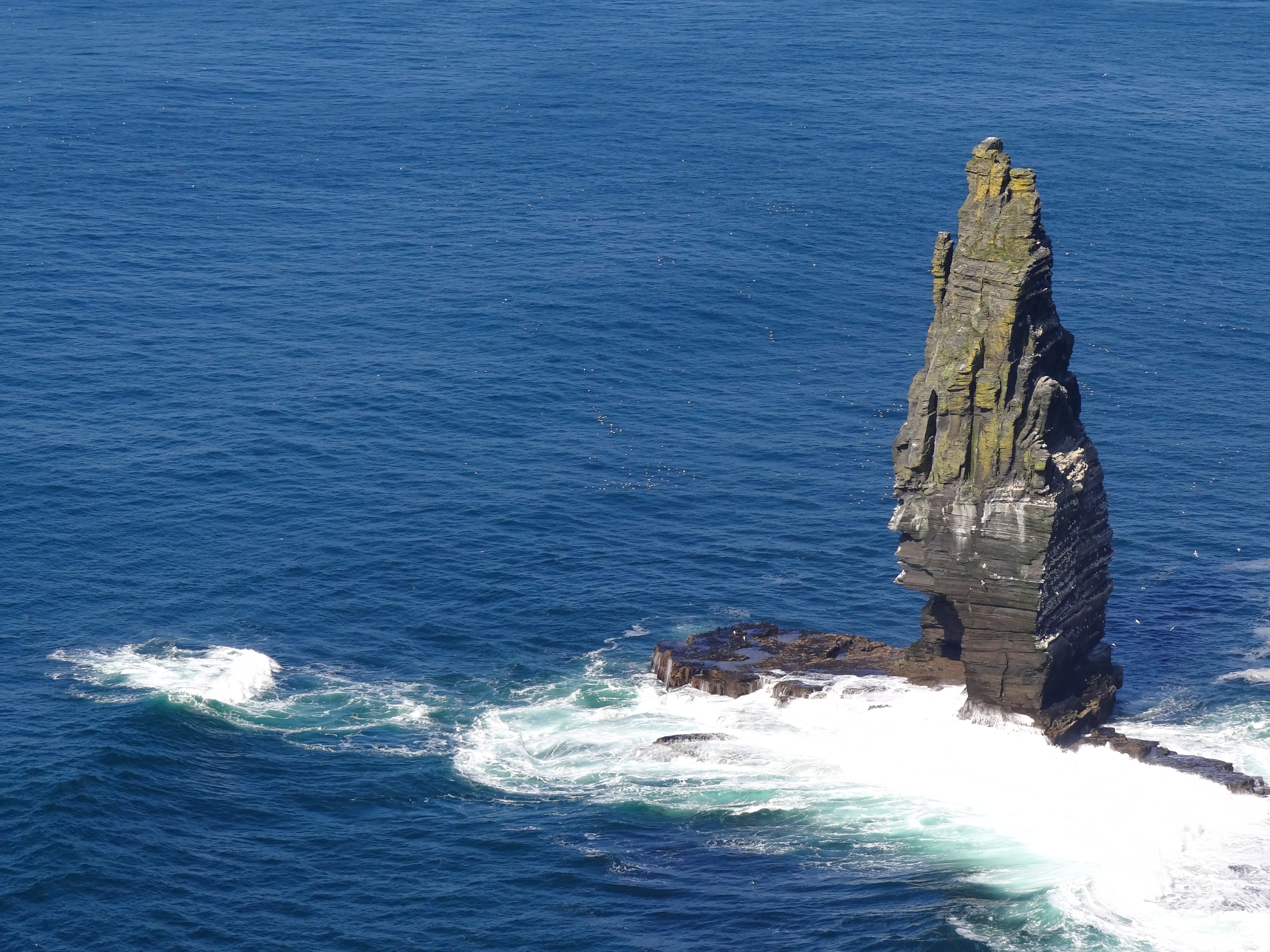
海食柱
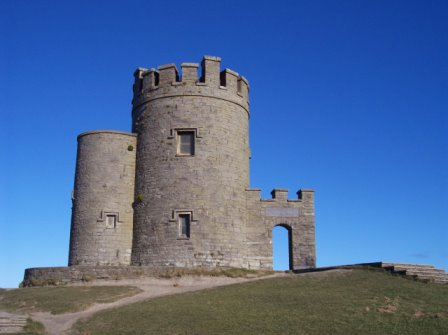
オブライアン塔
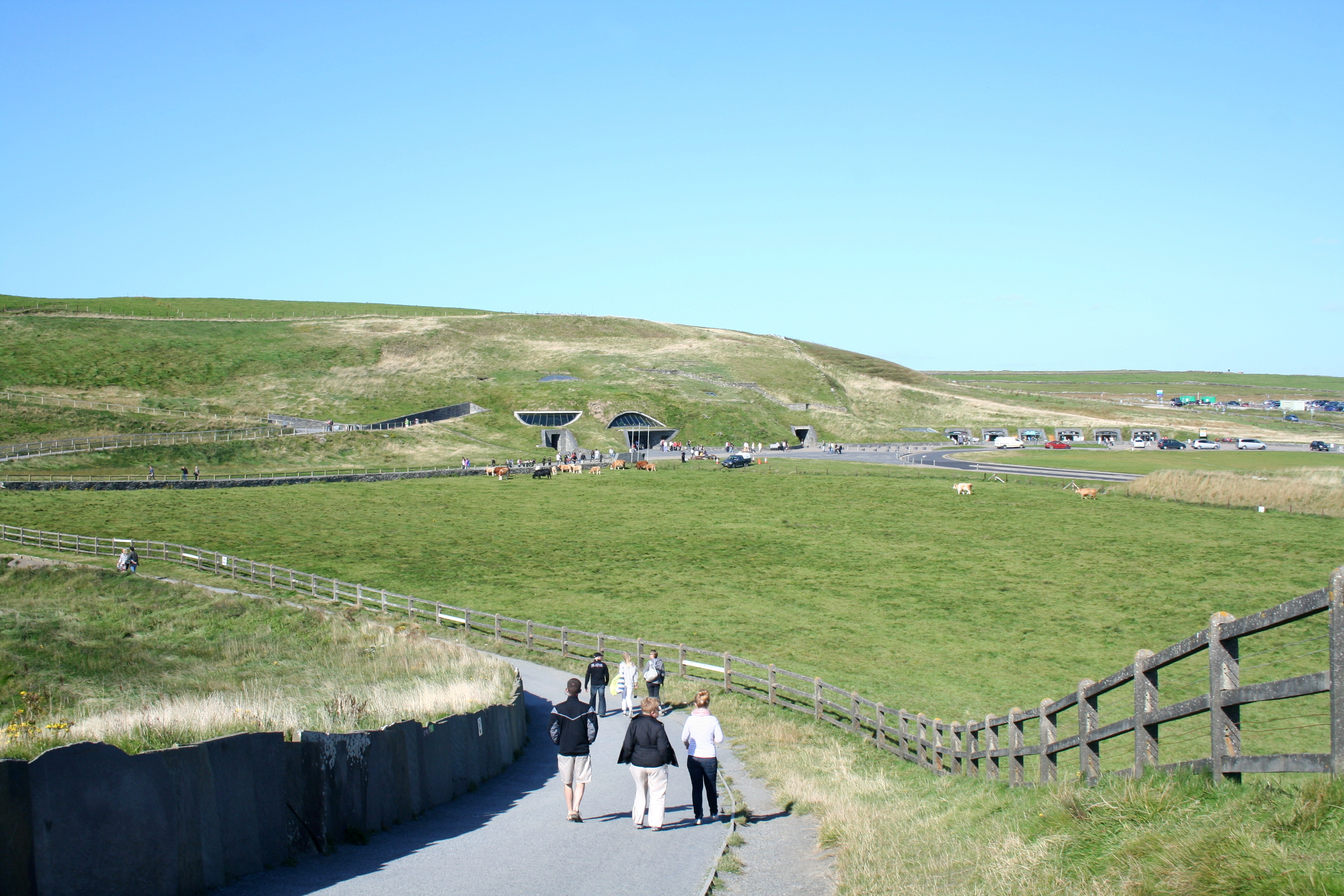
ビジター・センター